# Ещево
Ещево — деревня в Весьегонском районе Тверской области. В составе Ивановского сельского поселения.

## География
Находится в 15 км (по прямой) к югу от районного центра города Весьегонск, рядом с автодорогой «Иваново—Суково—Дюдиково».
Население по переписи 2002 года — 51 человек, 22 мужчины, 29 женщин.

## История
В середине XIX века помещичья деревня Ещево (Невещево) на ручье Безымянном, 6 колодцев и 1 пруд; в 1859 году — 20 дворов, 133 жителя. Во второй половине XIX — начале XX века деревня Ещево относилась к Титовскому приходу Телятинской волости Весьегонского уезда. В 1888 году — 27 дворов, 129 жителей.
В 1940 году деревня в составе Арефинского сельсовета Весьегонского района Калининской области.
В 1970-80-е годы в деревне бригада колхоза «Вперёд к Коммунизму», школа, МТФ, пилорама. В 1997 году — 26 хозяйств, 57 жителей.

## Население
| 2010 |
| ---- |
| 39   |

## Известные люди
Яков Яковлевич Лапушкин (1904—1968), контр-адмирал, начальник Гидрографического управления ВМФ (1941—1945). Родился на хуторе Дуброва Телятинской волости Весьегонского уезда, детские годы провел в д. Ещево.